# Presidente de Zimbabue
El presidente de Zimbabue es el cargo más alto del poder ejecutivo del gobierno de ese país. El presidente es el jefe de Estado de Zimbabue, elegido por sufragio universal directo mediante un sistema de dos vueltas. Anteriormente un puesto ceremonial, el presidente ahora también ejerce como jefe de Gobierno. El presidente sirve un máximo de dos mandatos de cinco años.
El cargo fue ejercido primeramente por Canaan Sodindo Banana, después de la independencia, en 1980. Entre el 31 de diciembre de 1987 y el 11 de febrero de 2009, el presidente también fungía como jefe de Gobierno, pues la posición de primer ministro fue abolida por Robert Mugabe (sucesor de Banana). Después de una negociación política que tuvo lugar entre 2008 y 2009, la posición de primer ministro fue restaurada.

## Historia
La oficina del Presidente de Zimbabue se estableció en 1980, cuando el país se independizó del Reino Unido. Según el Acuerdo de Lancaster House, Zimbabue era, originalmente, una república parlamentaria, y el presidente desempeñaba principalmente un papel ceremonial. El poder real estaba en manos del primer ministro, Robert Mugabe.
Un ministro metodista, Canaan Sodindo Banana, se convirtió en el primer presidente, sirviendo en el cargo hasta 1987. Él renunció en 1987 poco después de que se enmendara la Constitución para convertir la presidencia en un puesto ejecutivo y se aboliera el cargo de primer ministro. Mugabe fue designado para sucederlo y fue elegido por derecho propio en 1990 y cuatro veces más a partir de entonces.
El cargo de primer ministro se restauró como resultado de las negociaciones políticas de 2008-2009, pero se volvió a abolir tras el referéndum constitucional de 2013. Según las reglas adoptadas por el mismo referéndum, el presidente sirve un máximo de dos mandatos de cinco años. Esto no tuvo un efecto retroactivo sobre los mandatos anteriores que ya se habían desempeñado o que se están desempeñando actualmente a partir de 2013.
El 14 de noviembre de 2017 un Golpe de Estado liderado por personal militar armado de las Fuerzas de Defensa de Zimbabue se tomaron la sede de la Zimbabwe Broadcasting Corporation y anunciaron el inicio de una operación con el fin de "neutralizar a los delincuentes rodean al presidente Mugabe". Después de que el Ejército arrestara a los políticos y jefes de seguridad leales a Mugabe, que incluían a los jefes de la Policía de la República de Zimbabue y de la Organización Central de Inteligencia, Mugabe renunció el 21 de noviembre de 2017, tras enfrentarse a un juicio político casi seguro en el Parlamento. El Vicepresidente Emmerson Mnangagwa prestó juramento como su reemplazo el 24 de noviembre de 2017. 

## Funciones
La constitución de Zimbabue de 2013 establece que el presidente debe defender, obedecer y respetar la constitución como ley suprema de la nación y garantizar que esta y todas las demás leyes se cumplan fielmente. Además, se enumeran cuatro funciones del presidente:
1. Promover la unidad y la paz a nivel nacional en beneficio del bienestar de todo el pueblo de Zimbabue;
2. Reconocer y respetar los ideales y valores de la lucha por la liberación;
3. Garantizar la protección de los derechos humanos y las libertades fundamentales y el estado de derecho;
4. Respete la diversidad de la gente y las comunidades de Zimbabue.

## Elección
Para que una persona sea elegible para Presidente o Vicepresidente de Zimbabue, debe ser ciudadano de Zimbabue por nacimiento o ascendencia, tener más de 40 años de edad, residir en el país y estar registrado como votante. Si anteriormente ocupó el cargo de presidente bajo la constitución de 2013 por dos períodos, consecutivos o no, tomando tres o más años de servicio para ser un término completo, esa persona se considera inelegible para los puestos de presidente y vicepresidente.
Cada candidato presidencial debe elegir a dos personas para que sean su compañera de fórmula para los puestos de primer vicepresidente y segundo vicepresidente. La elección es directa, sigue los procedimientos de la Ley Electoral del país y debe tener lugar al mismo tiempo que las elecciones generales para elegir a los miembros del parlamento, consejos provinciales y autoridades locales.

## Lista de presidentes

### Presidentes de la República de Zimbabue: 1980-2017
| N. | Retrato | Nombre                            | Inicio                  | Termino                 | Duración                    | Elecciones               | Partido político |
| -- | ------- | --------------------------------- | ----------------------- | ----------------------- | --------------------------- | ------------------------ | ---------------- |
| 1. |         | Canaan Sodindo Banana (1936-2003) | 18 de abril de 1980     | 31 de diciembre de 1987 | 7 años, 8 meses y 13 días   | 1980 1985                | ZANU             |
| 2. |         | Robert Mugabe (1924-2019)         | 31 de diciembre de 1987 | 21 de noviembre de 2017 | 29 años, 10 meses y 21 días | 1990 1996 2002 2008 2013 | ZANU-PF          |
| 3. |         | Emmerson Mnangagwa (N.1942 )      | 24 de noviembre de 2017 | En el cargo             | 7 años, 5 meses y 5 días    | 2018 2023                | ZANU-PF          |

Phelekezela Mphoko era el segundo (y único en funciones) vicepresidente en el momento de la dimisión de Mugabe el 21 de noviembre de 2017. Por tal razón, por lo menos nominalmente, Mphoko fue Presidente Interino de Zimbabue durante tres días hasta la adhesión de Mnangagwa a la presidencia. Sin embargo, como Mphoko no estaba en el país en ese momento, y debido a las circunstancias inusuales, cualquier posición oficial al respecto no está clara.